# Mołdotoo
Mołdotoo (także Mołdotau, Mołdo; kirg.: Молдотоо; ros.: хребет Молдо-Тоо, chriebiet Mołdo-Too) – pasmo górskie w Tienszanie, w Kirgistanie, na południe od jeziora Songköl, rozciągające się na długości ok. 150 km. Najwyższy szczyt osiąga 4100 m n.p.m. Ograniczone dolinami rzek Kökemeren, Naryn i Songköl. Pasmo zbudowane głównie z wapieni. W niższych partiach występują łąki i stepy górskie. Wyższe partie porośnięte świerkami i jałowcami.